# The Lonesome Crowded West
| Оценки критиков               | Оценки критиков            |
| Источник                      | Оценка                     |
| ----------------------------- | -------------------------- |
| AllMusic                      | [ 1 ]                      |
| The Austin Chronicle          | [ 2 ]                      |
| Chicago Tribune               | [ 3 ]                      |
| NME                           | 6/10                       |
| Paste                         | 9.5/10                     |
| Pitchfork                     | 8.9/10 (1997) 10/10 (2014) |
| Rolling Stone                 | [ 8 ]                      |
| The Rolling Stone Album Guide | [ 9 ]                      |
| Spin                          | 8/10                       |
| The Village Voice             | A−                         |

The Lonesome Crowded West — второй студийный альбом американской рок-группы Modest Mouse, выпущенный 18 ноября 1997 года на лейбле Up Records. Две башни, изображенные на обложке альбома — The Westin Seattle.
The Lonesome Crowded West получил положительные отзывы критиков и вошёл в несколько списков лучших альбомов 1990-х. Пластинка была переиздана лейблом Айзека Брока Glacial Pace в 2014 году, вместе с дебютным альбомом This Is a Long Drive for Someone with Nothing to Think About (1996). В 2012 году Pitchfork.tv выпустил 45-минутный документальный фильм об альбоме. В документальный фильм вошли архивные кадры, снятые во время живых выступлений и оригинальных сессий записи/микширования. По данным Nielsen SoundScan на июнь 2000 года, альбом был продан в США тиражом более 60 000 копий.

## Отзывы критиков
Блейк Батлер из AllMusic высоко оценил эклектичность альбома, отметив диапазон «тихие, задумчивые акустические композиции вроде «Bankrupt on Selling», мрачные и грохочущие трэшеры наподобие «Cowboy Dan»», и назвав альбом «инди-роком в самом лучшем его проявлении». Сэм Хокли-Смит в ретроспективной рецензии для Stereogum охарактеризовал The Lonesome Crowded West «альбомом, который сделал Modest Mouse не просто хорошей группой, а великой» и утверждает, что основная тема разочарования в лирике Брока «не очень красива, но честна, и эта честность делает ее прекрасной, как будто Modest Mouse отчаянно пытались — и безуспешно — удержать последний кусочек наивности».
Pitchfork поместил The Lonesome Crowded West на 29-е место в списке «100 величайших альбомов 1990-х», а песня «Trailer Trash» отметилась на 63-й позиции в списке «200 величайших песен 1990-х» того же издания. Журнал Spin поставил пластинку на 59-е место в списке «100 величайших альбомов 1985-2005 годов», в свою очередь, издание Entertainment Weekly включила запись в свой список «The Indie Rock 25». Интернет-издание The A.V. Club назвала альбом «прорывной записью» группы.

## Список композиций
Слова и музыка всех песен — Modest Mouse.
| №                   | Название                                        | Длительность |
| ------------------- | ----------------------------------------------- | ------------ |
| 1.                  | «Teeth Like God's Shoeshine»                    | 6:53         |
| 2.                  | «Heart Cooks Brain»                             | 4:03         |
| 3.                  | «Convenient Parking»                            | 4:08         |
| 4.                  | «Lounge (Closing Time)»                         | 7:03         |
| 5.                  | «Jesus Christ Was an Only Child»                | 2:36         |
| 6.                  | «Doin' the Cockroach»                           | 4:18         |
| 7.                  | «Cowboy Dan»                                    | 6:14         |
| 8.                  | «Trailer Trash»                                 | 5:49         |
| 9.                  | «Out of Gas»                                    | 2:31         |
| 10.                 | «Long Distance Drunk»                           | 3:42         |
| 11.                 | «Shit Luck»                                     | 2:22         |
| 12.                 | «Truckers Atlas»                                | 10:57        |
| 13.                 | «Polar Opposites»                               | 3:29         |
| 14.                 | «Bankrupt on Selling»                           | 2:53         |
| 15.                 | «Styrofoam Boots/It's All Nice on Ice, Alright» | 6:53         |
| Общая длительность: | Общая длительность:                             | 73:58        |

### Издание на виниле 2014 года
Двойное виниловое издание, выпущенное на Up Records, включает бонусный трек «Baby Blue Sedan», и слегка измененный треклист. Вместо того, чтобы сделать разворотную обложку для обеих пластинок или поместить обе пластинки в одну обложку, двойной виниловый релиз был отправлен в двух разных обложках. Виниловое переиздание 2014 года на лейбле Glacial Pace содержит тот же треклист и две обложки.
| №                   | Название                     | Длительность |
| ------------------- | ---------------------------- | ------------ |
| 1.                  | «Teeth Like God's Shoeshine» | 6:53         |
| 2.                  | «Heart Cooks Brain»          | 4:03         |
| 3.                  | «Convenient Parking»         | 4:08         |
| 4.                  | «Baby Blue Sedan»            | 4:04         |
| Общая длительность: | Общая длительность:          | 19:08        |

| №                   | Название                         | Длительность |
| ------------------- | -------------------------------- | ------------ |
| 1.                  | «Doin' the Cockroach»            | 4:18         |
| 2.                  | «Cowboy Dan»                     | 6:14         |
| 3.                  | «Trailer Trash»                  | 5:49         |
| 4.                  | «Jesus Christ Was an Only Child» | 2:36         |
| Общая длительность: | Общая длительность:              | 18:57        |

| №                   | Название              | Длительность |
| ------------------- | --------------------- | ------------ |
| 1.                  | «Out of Gas»          | 2:31         |
| 2.                  | «Long Distance Drunk» | 3:42         |
| 3.                  | «Shit Luck»           | 2:22         |
| 4.                  | «Truckers Atlas»      | 10:57        |
| Общая длительность: | Общая длительность:   | 19:32        |

| №                   | Название                                        | Длительность |
| ------------------- | ----------------------------------------------- | ------------ |
| 1.                  | «Polar Opposites»                               | 3:29         |
| 2.                  | «Bankrupt on Selling»                           | 2:53         |
| 3.                  | «Lounge (Closing Time)»                         | 7:03         |
| 4.                  | «Styrofoam Boots/It's All Nice on Ice, Alright» | 6:53         |
| Общая длительность: | Общая длительность:                             | 20:18        |

## Участники записи
Сведения взяты из Bandcamp.

| Modest Mouse - Айзек Брок — гитара, вокал - Джеремейн Грин — ударные - Эрик Джуди — бас-гитара Дополнительные музыканты - DJ K.O. — скрэтчинг (трек 2) - Николь Джонсон — вокал (трек 4, 10) - Дэн Галлуччи — гитара (трек 9, 14) - Скотт Суэйзи — гитара (трек 3, 4) - Тайлер Рейли — виолончель (трек 5) - Крис Сеттон — вокал (трек 4) - Брайан Вебер — бармен | Технический персонал - Кэлвин Джонсон — продюсирование - Брок Айзек — продюсирование - Скотт Суэйзи — продюсирование - Скотт Суэйзи — инжиниринг - Пэт Грэм, Айзек Брок — иллюстрации - Пэт Касталдо — обложка |  |